# Lepidium affghanum
Lepidium affghanum är en korsblommig växtart som beskrevs av Pierre Edmond Boissier. Lepidium affghanum ingår i släktet krassingar, och familjen korsblommiga växter. Inga underarter finns listade i Catalogue of Life.